# Heather Pringle
Heather Pringle (* 1952) ist eine kanadische Wissenschaftsautorin und Journalistin, die hauptsächlich über Themen aus den Bereichen Archäologie und Geschichte schreibt. Sie veröffentlichte mehrere Bücher und zahlreiche Artikel in wissenschaftlichen Zeitschriften.
Heather Pringle wuchs in Edmonton auf. Sie war Museumsforscherin und Herausgeberin, bevor sie sich dem Schreiben zuwandte. Sie war Herausgeberin des Online-Magazins Hakai, arbeitete einige Jahre für die Zeitschrift National Geographic und war an der Gründung des Online-Magazins The Last Word on Nothing beteiligt.

## Bücher
- In Search of Ancient North America: An Archaeological Journey to Forgotten Cultures. Wiley, 1996[4]
- The Mummy Congress: Science, Obsession, and the Everlasting Dead. Hyperion, 2001[4]
- The Master Plan: Himmler’s Scholars and the Holocaust. Hyperion, 2006[4]

## Artikel (Auswahl)

### National Geographic
- New Visions of the Vikings. Cover story
- Lofty Ambitions of the Inca. Cover story

### Scientific American
- Why Humans Live So Long[5]
- The Origin of Human Creativity Was Surprisingly Complex[6]
- The First Americans: Mounting Evidence Prompts Researchers to Reconsider the Peopling of the New World[7]

### Archaeology Magazine
- The Journey to El Norte: How Archaeologists Are Documenting the Silent Migration that Is Transforming America[8]
- Witness to Genocide: Forensic archaeologists uncover evidence of a secfret massacre – and help convict Saddam Hussein of crimes against humanity[9]

### Science
- Troubled Waters for Ancient Shipwrecks[10]

## Auszeichnungen
- National Magazine Award, Kanada[2]
- Science Journalism Award, American Association for the Advancement of Science[2]
- Hubert Evans Non-Fiction Prize für The Master Plan (2007)[11]